# Shortite
La shortite è un minerale.